# Krebspest
Die Krebspest (Aphanomyces astaci) ist eine Art innerhalb der Ordnung der Eipilze. Aphanomyces astaci befällt Flusskrebse und wird als eine der besonders invasiven Arten betrachtet (auf der Liste der 100 of the World’s Worst Invasive Alien Species). Aphanomyces astaci greift Wirbeltiere nicht an und ist nicht humanpathogen.
Gleichzeitig wird mit Krebspest (fachsprachlich Aphanomyces-Krankheit) die in der Regel tödlich verlaufende Pilz-Krankheit der Krebse bezeichnet. Der Erreger wurde durch das Einbringen amerikanischer Flusskrebsarten in Europa eingeschleppt. Der invasive Pilz ist dabei, die einheimischen Krebse, insbesondere den Edelkrebs, in ihrem angestammten Lebensraum weitgehend auszurotten, da sich die Erkrankung, die vom Menschen durch die Einbürgerung der viel resistenteren Vertreter, insbesondere der Cambaridae-Gruppe, als gebietsfremde Arten (Neozoon) verschleppt wurde, bei Flusskrebsarten nicht-amerikanischen Ursprungs leicht ausbreiten kann. Die Krebspest stellt als Tierseuche ein generelles Gefährdungspotenzial für die Krebse vor allem außerhalb von Amerika dar, sowohl bei der Aquarienhaltung als auch in öffentlichen Gewässern.

## Zeitliche Abfolge des Auftretens der Krebspest in Europa
- ~ 1860: erstes Auftreten in Europa im Bereich des Flusses Po in Italien
- 1875 Frankreich
- 1880 Mitteleuropa (z. B. Österreich: 1879[3])
- 1890 Russland
- 1893 Finnland
- 1900 Bulgarien
- 1907 Schweden
- 1978 Spanien
- 1981 Britische Inseln
- 1982 Griechenland
- 1985 Türkei
- 1987 Norwegen

Die Ausbreitung der Krebspest hatte einen dramatischen Rückgang und in einigen Gewässern sogar ein Artensterben heimischer Krebsarten zur Folge, beispielsweise des Dohlenkrebses (Austropotamobius pallipes (Lereboullet)) im Lough Lene, County Westmeath, Irland im Jahr 1987.

## Krankheitsbeschreibung

### Infektion
Die Infektion erfolgt über Zoosporen, die sich mit Hilfe zweier Geißeln vom Überträger zum Wirt bewegen können. Nachdem die Zoospore ein Krebstier erreicht hat, wirft sie die beiden Geißeln ab und bildet auf der Oberfläche des Wirtes eine Zyste. Dies ist eine Zwischenstation, um von dort aus die Barriere des Exoskeletts zu überwinden und in den Körper des Wirtes einzudringen. Darin ist weniger die Matrix aus Chitin und Calciumcarbonat hemmend als vielmehr die nicht-chitinigen Proteolipide (Komplexe aus Proteinen und Lipiden) der Epicuticula, die eine hydrophobe Umhüllung darstellt. Falls das Eindringen missglückt, beträgt die Lebenserwartung einer Zoospore ohne Nahrungsaufnahme aus dem Wirt etwa fünf Tage und der Vorgang des Geißelabwurfes ist durch Neubildung bis zu dreimal möglich. Das Eindringen gelingt leichter an vorgeschädigten Bereichen (Mikrorisse).

### Unterschiedliche Empfänglichkeit verschiedener Krebse
Westamerikanische Krebse sind insgesamt resistenter gegen die Krankheitserscheinungen der Krebspest.
An westamerikanischen Krebsen ist ein Eindringen durch die Cuticula ihres Exoskeletts sehr selten erfolgreich, selbst bei einer Konzentration von 1000 virulenten Sporen pro Milliliter im Wasser. Nach Vorschädigung ihrer Epicuticula wurden westamerikanische Krebse jedoch genauso häufig wie europäische Flusskrebse Opfer der Krebspest.
Beim Signalkrebs (Pacifastacus leniusculus), ein nordamerikanischer Flusskrebs der Familie Astacidae, der als Neozoon auch in Europa vorkommt, scheint eine große Zahl zirkulierender Blutkörperchen ebenfalls gegen infektiöse Erreger schützen zu können.
Auch körpereigene Enzyme können eine Ausbreitung der Erkrankung bei amerikanischen Krebsen verhindern.
Mindestens drei der invasiven nordamerikanischen Arten können die Krebspest als benignen Parasiten beherbergen: Signalkrebs (Pacifastacus leniusculus Dana), Kamberkrebs (Orconectes limosus Rafinesque) und Roter Amerikanischer Sumpfkrebs (Procambarus clarkii Girard).
Häufig letal befallen werden neben dem Edelkrebs (Astacus astacus) in Mitteleuropa auch der Steinkrebs (Austropotamobius torrentium), der Dohlenkrebs (Austropotamobius pallipes), aber auch schon früher eingesetzte Arten wie der Galizierkrebs (Astacus leptodactylus). Neben den europäischen Arten konnte die Infektiosität auch für australische und ostasiatische Flusskrebse nachgewiesen werden.

### Übertragung

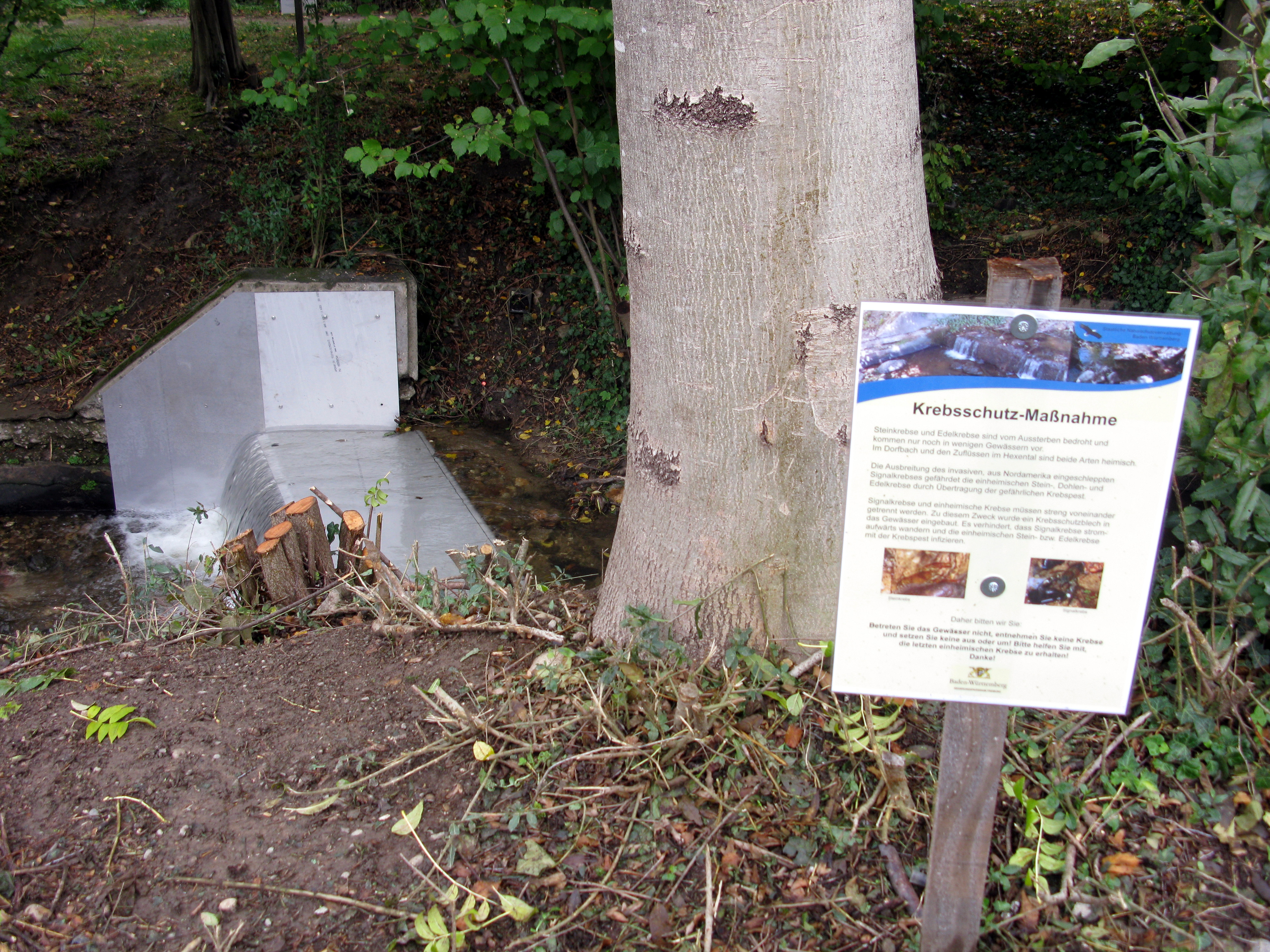
Blech im Merzhauser Dorfbach zur Verhinderung der Aufwärtswanderung infizierter Krebse

Die Verbreitung der Krebspest geschieht nach Verlassen eines (verendeten) Wirtes im Gewässer durch Anheftung der selbstbeweglichen Zoosporen. Außerdem findet direkte Ansteckung statt. Flusskrebse als Allesfresser sind typischerweise auch Aasverwerter, auch bei der eigenen Art, und kannibalisieren sogar kleinere Exemplare der eigenen Art während der Häutung. Eine Übertragung zwischen Gewässern bedarf der Vektoren.
In Europa gelten nordamerikanische Krebse als Hauptreservoir. Mit der Häutung oder dem Tod eines befallenen Krebses gelangt der Pilz in das Wasser und beginnt mit der Produktion der Sporen. Beispielsweise war der Rote Amerikanische Sumpfkrebs als Vektor in Louisiana beschrieben worden, der Aphanomyces astaci Schikora in seiner Cuticula als benignen Parasiten tragen kann und ihn nach seinem Tod im Wasser freisetzt.
Als Vektoren können Krebse dienen, die aus infizierten Aquarien in saubere Aquarien eingesetzt oder die als infizierte Tiere in Gewässer ausgesetzt werden. Auch Plankton- bzw. Bachflohkrebse müssen als Überträger gelten, zumal Aphanomyces irregularis an allen der untersuchten Kleinkrebsarten gefunden werden konnte. Aphanomyces astaci wurde an der Wasserassel (Asellus aquaticus), am Bachflohkrebs (Gammarus fossarum) und Pallasiola quadrispinosa anhaftend bestimmt, es fehlte allerdings an Gewöhnlichem Flohkrebs (Gammarus pulex) und Gammarus lacustris.
Als passive Überträger anhaftender Zoosporen kommen in Frage:
- Gehäuse von Weichtieren und Gefieder von Wasservögeln
- Fische, Amphibien und Insekten
- Angler und Sportler sowie deren Gerätschaften
- Boote, Treibgut und sonstiges

### Symptome, Krankheitsverlauf
Nach Infizierung eines nicht-amerikanischen Flusskrebses setzt der Fluchtreflex aus. Verstärkt kratzt er sich mit den Schreitbeinen an Augen, Abdomenunterseite und den Gliedmaßen. Er zeigt verstärkte Tagaktivität und zunehmende Lähmungserscheinung. Die Gliedmaßen fallen ab, der Krebs kippt seitlich um und verendet im weiteren Verlauf. Das Verenden der infizierten Krebse ist mit Ausbrechen der Eipilze als weißer Belag an Augen und Scherengelenken absehbar.
Die Krebspest ist nach Ausbruch der Krankheitssymptome in der Regel unheilbar und endet mit dem Tod der erkrankten Krebse.
Die Ausprägung der Krankheit ist abhängig von verschiedenen Kriterien:
- Wassertemperatur
- Bestandsdichte und -zusammensetzung
- Pflanzenbewuchs
- Wasserbewegung
- Gewässerchemie

### Behandlung
Eine Therapie infizierter Krebse ist bislang nicht bekannt. Im Laborversuch konnte nachgewiesen werden, dass die Sporenbildung durch eine Zugabe von Magnesiumchlorid verhindert werden kann.
Natürliche oder künstliche Gewässer oder Aquarien müssen sinnvollerweise vor Wiederbesetzung sterilisiert werden oder es muss eine Karenzzeit eingehalten werden, die insbesondere abhängig ist von Gewässergröße und Dichte der Wirtspopulation. Bei einem Verbleib lebender Wirte verläuft ein Wiederbesatz mit europäischen Krebsarten in der Regel enttäuschend.

### Nachweis der Krankheit
Tote Krebse in einem sonst intakten Gewässer sind ein erster Hinweis auf eine mögliche Infektion mit der Krebspest. Für den Nachweis werden heutzutage verschiedene PCR-Techniken verwendet. Ein zusätzlicher Kulturversuch wird in der Regel auch versucht, gelingt aber nicht immer. Die Isolierung von A. astaci aus den amerikanischen Krebsarten ist dabei besonders schwierig. Ein positives Ergebnis in der Kultur sollte zusätzlich noch durch genetische Identifizierung des Isolates bestätigt werden. Für Krankheiten der Crustacea gibt es ein EU-Referenzlabor (European Union Reference Laboratory (EURL) for Fish and Crustacean Diseases). In einigen europäischen Ländern gibt es Nationale Referenzlaboratorien, die im Falle von Flusskrebssterben die Untersuchungen der Proben durchführen sollten.